# Zabergan Peak
Der Zabergan Peak (bulgarisch връх Заберган wrach Sabergan) ist ein 700 m hoher und felsiger Berg an der Foyn-Küste des Grahamlands im Norden der Antarktischen Halbinsel. Er ragt 7,06 km südlich des Chuypetlovo Knoll, 9,3 km westlich des Takev Point und 2,2 km nordwestlich des Varad Point auf. Der Beaglehole-Gletscher liegt nordöstlich, der Friederichsen-Gletscher südwestlich von ihm.
Britische Wissenschaftler kartierten ihn 1976. Die bulgarische Kommission für Antarktische Geographische Namen benannte ihn 2013 nach Zabergan, Herrscher der Kutriguren Mitte des 6. Jahrhunderts.